# Serval (Aisne)
 Serval  es una población y comuna francesa, en la región de Picardía, departamento de Aisne, en el distrito de Soissons y cantón de Braine.

## Demografía
| 73 | ... | 88 | 87 | 125 | 136 | 145 | 140 | 132 | 134 | 141 | 125 | 100 | 91 | 105 | 96 | 113 | 98 | 98 | 73 | 70 | 71 | 81 | 76 | 70 | 79 | 58 | 69 | 73 | 49 | 39 | 43 | 41 |
| Para los censos de 1962 a 1999 la población legal corresponde a la población sin duplicidades (Fuente: INSEE [Consultar]) |     |    |    |     |     |     |     |     |     |     |     |     |    |     |    |     |    |    |    |    |    |    |    |    |    |    |    |    |    |    |    |    |